# Рејмонд Торн
Рејмонд Торн (енгл. Raymond Comstock "Ray" Thorne; Чикаго, 29. април 1887 — Лос Анђелес, 10. јануар 1921) је био амерички пливач слободним стилом, освајач медаље на Летњим олимпијским играма 1904. Такмичио се у две дисциплине:4 х 50 јарди и 50 јарди. Био је члан тима Чикашке атлетске асоцијације из Чикага.
У такмичењу штафета на 4 х 50 јарди освојио је друго место. Штафета је пливала у саставу: Дејвид Хамонд, Бил Татле, Hugo Goetz и Рејмонд Торн
У другој дисциплини пливања на 50 јарди био је шести.
Радио је у ваздухопловној индустрији и у том својству је служио за време Првог светског рата. Погинуо је у јануару 1921. године у саобраћајној несрећи када је његов аутомобил проклизао на влажном булевару у Лос Анђелесу.